# Sumatraanse honingvogel
De Sumatraanse honingvogel (Dicaeum beccarii) is een zangvogel uit de familie
Dicaeidae (bastaardhoningvogels).

## Taxonomie
De vogel werd in 1916 door de Britse vogelkundigen Herbert Christopher Robinson & Cecil Boden Kloss geldig als soort beschreven en vernoemd naar de Italiaanse plantkundige Odoardo Beccari. Lange tijd werd dit taxon beschouwd als een ondersoort van de Indische honingvogel, maar in 2024 staat dit taxon weer als soort op de IOC World Bird List.

## Verspreiding en leefgebied
Deze soort komt voor op Sumatra. De leefgebieden liggen in montaan tropisch en subtropisch bos tussen de 800 en 2200 meter boven zeeniveau.